# South East Melbourne Phoenix
I South East Melbourne Phoenix sono una società cestistica avente sede ad Melbourne, in Australia. Fondati nel 2018, hanno debuttato nella National Basketball League nella stagione 2019-20.
Disputano le partite interne nella John Cain Arena, che ha una capienza di 10.500 posti.